# Caryomyia purpurea
Caryomyia purpurea är en tvåvingeart som beskrevs av Gagne 2008. Caryomyia purpurea ingår i släktet Caryomyia och familjen gallmyggor. Inga underarter finns listade i Catalogue of Life.